# ヤオロマップ岳
ヤオロマップ岳（ヤオロマップだけ）は、北海道の広尾郡大樹町と日高郡新ひだか町の2町にまたがる標高1,794.0mの山である。山頂には二等三角点「遣間布」が設置されている。

## 概要
日高山脈中央部に位置する山で、南西側に派生する尾根には1839峰が聳えていることから、1839峰への登山の中継地点として登られることが多い。
山名は歴舟川源流のヤオロマップ左沢、ヤオロマップ右沢が由来であり、アイヌ語で「ヤ・オロ・オマ・ㇷ゚（陸・の中・に入る・もの）」という意味がある。現在は支流の沢名に残された地名だが、北海道実測切図では歴舟川の上流部は「ヤオロオマプ」と記されている。

## 登山
主にコイカクシュサツナイ岳を経由して登られる。ルート上の夏尾根は「北海道三大急登」に数えられるほどの険しさがある。
- コイカクシュサツナイ岳まではコイカクシュサツナイ岳の項を参照。
- コイカクシュサツナイ岳から稜線歩きとなり、1839峰へのルートでもよく使用されるため踏み跡はあるがハイマツの藪漕ぎを強いられる。道中にはヤオロの窓があり、ヤオロマップ右沢支流の沢の崖が見られる。山頂までは長時間かかるため日帰りの難易度は高く、途中にはテント場がある。